# Сарненський дендропарк
Са́рненський дендропа́рк — комплексна пам'ятка природи місцевого значення в Україні. Розташована в межах Сарненського району Рівненської області, на північній околиці міста Сарни. 
Площа 1,5 га. Статус надано згідно з рішенням Рівненського облвиконкому від 20.06.1972 року, № 317 (зі змінами рішенням Рівненського облвиконкому від 22.11.1983 року, № 343). Перебуває у віданні ДП «Сарненський лісгосп» (Сарненське л-во, кв.  78, вид. 9). 
Статус надано з метою збереження дендропарку з колекцією цінних видів рослин. Площа парку розділена доріжками на окремі частини. У парку зростає понад 110 видів дерев і кущів, зокрема: катальпа, айва японська, магнолія гола, кедр сибірський, модрина європейська й модрина сибірська, сосна Веймутова, тис ягідний, ялина колюча, горіх сірий, ялівець козацький, дуб червоний. Для закладки парку використаний посадковий матеріал із дендропарків Львова й Києва. 